# 達庫拉 (喬治亞州)
達庫拉（英語：Dacula）是一個位於美國喬治亞州格威內特縣的城市。

## 地理
達庫拉的座標為33°59′15″N 83°53′31″W / 33.98750°N 83.89194°W，而該地的平均海拔高度為320米（即1050英尺）。

## 人口
根據2010年美國人口普查的數據，達庫拉的面積為12.92平方千米，當中陸地面積為12.85平方千米，而水域面積為0.07平方千米。當地共有人口4442人，而人口密度為每平方千米343.81人。